# Мајкл Хупер
Мајкл Хупер (енгл. Michael Hooper; 29. октобар 1991) је професионални аустралијски рагбиста и један од најбољих играча треће линије са јужне хемисфере.

## Биографија
Мајкл Хупер је висок 182 цм и тежак 101 кг и игра на позицији крилног у трећој линији мелеа (енгл. Flanker). У каријери је играо за екипе Менли Маринс, Норт Харбур Рејс и рагби јунион тим у Брамбиси пре него што је прешао у НЈВ Варатаси. За репрезентацију Аустралије је одиграо 48 тест мечева и постигао 8 есеја.